# 超級紅卜卜
《超級紅卜卜》（英語：Clifford the Big Red Dog，或簡稱Clifford）是一套20世紀的兒童文學作品，由诺曼·伯德韦尔創作。故事講述一隻名為Clifford的小狗突然變得像一間兩層高的屋子一樣大的故事。這本故事書長久以來都很受歐美的小朋友歡迎，所以到了2000年，電視台把它改成卡通片在電視上播放。而這一系列的故事書及卡通片，亦使作者利用所賺取的版權費創立學樂集團。

## 改編作品

### 電視
- 《大紅狗克里弗（英语：Clifford the Big Red Dog (TV series)）》（2000–2003）
- 《大紅狗小時候（英语：Clifford's Puppy Days）》（2003–2006）
- 《大紅狗克里弗（英语：Clifford the Big Red Dog (2019 TV series)）》（2019–2021）

### 動畫電影
- 《大紅狗（英语：Clifford's Really Big Movie）》（2004）

### 真人電影
- 《大紅狗克里弗》（2021）